# Municipio de Arna
El municipio de Arna (en inglés: Arna Township) es un municipio ubicado en el condado de Pine en el estado estadounidense de Minnesota. En el año 2010 tenía una población de 112 habitantes y una densidad poblacional de 1,14 personas por km².

## Geografía
El municipio de Arna se encuentra ubicado en las coordenadas 46°6′29″N 92°21′37″O / 46.10806, -92.36028. Según la Oficina del Censo de los Estados Unidos, el municipio tiene una superficie total de 97.96 km², de la cual 97,39 km² corresponden a tierra firme y (0,59 %) 0,57 km² es agua.

## Demografía
Según el censo de 2010, había 112 personas residiendo en el municipio de Arna. La densidad de población era de 1,14 hab./km². De los 112 habitantes, el municipio de Arna estaba compuesto por el 92,86 % blancos, el 4,46 % eran amerindios y el 2,68 % eran de una mezcla de razas. Del total de la población el 0 % eran hispanos o latinos de cualquier raza.